# Adolf Beltran
Pour l'homme politique, voir Adolfo Beltrán.
Adolf Beltran Català, né à Valence (Espagne) le 8 mai 1958, est un journaliste et écrivain d'expression catalane.

## Biographie
Avec Marc Granell, Josep Piera et Eduard J. Verger (ca), il est cofondateur et membre du comité de rédaction de la revue littéraire Cairell qui avec huit numéros publiés entre 1979 et 1981 permet de faire connaître au public toute une nouvelle génération de poètes valenciens,,.
Il travaille dans différent médias comme le quotidien Noticias al Día ou l'hebdomadaire El Temps, dont il fait partie de la première promotion de journalistes,. Entre 1986 et 2009, il est membre de la délégation régionale du journal El País dans la Communauté valencienne et responsable du supplément culturel Quadern, qui devient l'une des plus importantes publications sur l'actualité culturelle valencienne en catalan, et comptera avec bon nombre de collaborateurs prestigieux. Il intervient aussi régulièrement dans El País en tant que spécialiste de la politique valencienne. En 2015, il devient chroniqueur à Levante-EMV, puis dirige la section valencienne d'Eldiario.es.
Il est auteur du recueil de poésies (Espenta, 1979) et de plusieurs romans dont No digues adéu (« Ne dis pas au revoir », 1989), Hores buides (« Heures vides », 1990) et Les llunes de Russafa (« Les Lunes de Russafa », 2005),. Il publie avec Marc Granell les deux volumes d'Antologia de de poetes valencians (1984 et 1985).
Il contribue aux revues littéraires L'Espill, Caràcters et L'Avenç. Il participe à l'édition de la correspondance de Joan Fuster avec Vicent Ventura et Josep Garcia Richart.
Il est auteur en collaboration avec Àngel Martínez du volume Periodistes per la democràcia. La Unió de Periodistes del País Valencià 1979-1992.

## Un país possible(1994)
Les années 1990 voient l'arrivée d'un renouveau du discours sur la question nationale valencienne, amorcé par la publication de El País Valencià a l'eix mediterrani (« Le Pays valencien sur l'axe méditerranéen », 1992) du sociologue Rafael Ninyoles. Il s’agit d’une interprétation du Pays valencien fondée sur l'analyse de données économiques, sociales et culturelles, qui prétend dépasser les approches antérieures, tenant compte des changements dans la structure matérielle et de la redéfinition des espaces économiques et culturels supérieurs dans lesquels la région s'inscrit,. L'ouvrage place au premier plan des facteurs tels que la construction européenne, la crise de l’État ou la confluence des structures sociales de la Catalogne et de la Communauté valencienne. Beltran fait un apport fondamental à cette nouvelle ligne de débat en publiant en 1994 Un país possible (« Un pays possible », sous-titré «identitat valenciana i modernització» [« identité valencienne et modernisation »], 1994), qui présente les projets de construction de l’identité valencienne et de modernisation comme complémentaires. Avec La utopia necessària de Toni Mollà (ca), publié la même année, ces deux travaux inspirés à la fois par les recherches de Ninyoles et par les contributions de Fuster tentent d'adapter le message valencianiste aux facteurs introduits par la modernisation, la mondialisation et l'ère de l'information, et de s'éloigner des propositions essentialistes précédentes,.

## Les llunes de Russafa(2005)
En 2005, Adolf Beltran publie le roman Les llunes de Russafa (« Les Lunes de Russafa », 2005), qui mêle deux mondes géographiquement éloignés mais partageant le même nom : le quartier Russafa de Valence et celui du secteur oriental (en) de Bagdad. Les deux espaces sont le théâtre de deux histoires parallèles dont les personnages sont confrontés à un environnement hostile, bien que de nature différente : à Bagdad en raison de la difficulté de survivre aux bombes et aux destructions après l'invasion de l'Irak en 2003, et à Valence en raison de la coexistence avec la multiculturalité raciale qui s'y est progressivement établie,.

## Œuvres
- 1984. Antologia d'escriptors valencians I. Gregal Llibres. Valence. Avec Marc Granell.
- 1985. Antologia d'escriptors valencians II. Gregal Llibres. Valence. Avec Marc Granell.

### Biographies
- 1993. Vicent Ventura; converses amb un ciutadà. Tàndem Edicions. Valence[5],[7].
- 2002. Ramon Lapiedra: la raó cívica. Valence.
- 2009. Emili Tortosa, converses amb un directiu compromés.

### Recherche et divulgation
- 1989. Un país possible: Identitat valenciana i modernització. L'Eixam. Tavernes Blanques.
- 2002. Els temps moderns: societat valenciana i cultura de masses al segle XX. Tàndem Edicions. Valence.
- 2005. La València lletja.

### Récit
- 1989. No digues adéu. 3i4, Valence.
- 1990. Hores buides. Valence.
- 2011. Veritat o mentida. Proteus. Barcelone.

### Roman
- 2005. Les llunes de Russafa. Edicions 62. Barcelone.
- 2015. Stribord. Balandra Edicions, Valence.

## Récompenses
- 2005. Premi Joanot Martorell de récit de la ville de Gandia pour Les llunes de Russafa[7].